# 拉索洛夫·伊利亚·米哈伊洛维奇
拉索洛夫·伊利亚·米哈伊洛维奇（羅馬化：Rassolov Ilya Mikhailovich, 1975年2月25日—）是俄罗斯科学家、律师、作家、公众人物、信息法、法律和管理理论专家、法学博士、教授。
莫斯科作家联盟成员（由里玛-卡扎科娃、安德烈-沃兹涅先斯基推荐）。于2004 年被莫斯科作家联盟主席团决定接纳。
在2004至2009年期间，他与俄罗斯多家广播电台合作，撰写了关于普法教育每周广播节目。
俄罗斯法学界互联网法（广义上的网络法）新概念的提出者。 他在 2003 年的专著《法律与互联网》中首次将 “互联网法”、“智能合约”、“网络合同”、“软电子产品”、“互联网纠纷 ”等新概念引入法律概念体系。 在 2003 年（以及 2009 和 2021 年）的专著中，他提出了 “网络合同”（“智能合约”）的概念，曾引起科学界的广泛讨论。
拉索洛夫的科学著作涵盖有关于数字法、计算机控制论法、人工智能、民法、商法、信息安全、基因组 等领域。

## 生平
1997年，他毕业于莫斯科国立法学院，获得法学学位。
1999年，他在俄罗斯联邦总统下属的俄罗斯公共管理学院完成了硕士论文答辩，题目是 “企业经营领域的管理”。
2009年，他在俄罗斯联邦司法部俄罗斯法学院完成了题为 “法律与互联网：理论问题 ”的博士论文答辩。
他曾与多个公共组织合作，并主持过一个广播节目。

## 科研和教学活动
拉索洛夫是俄罗斯和欧洲多所大学的教授。
他为科学教育活动做出了重大贡献，为信息法、国家和法律理论、信息管理和海关事务领域的专家培养制定了新的课程。
俄罗斯第一个《IT法》（数字法）硕士课程的作者，同时也是莫斯科国立库塔芬法律大学数字法硕士课程的作者。
拉索洛夫拥有多项发明专利和智力活动成果的知识产权证明 。

### 科学影响力
网络法（互联网法）概念的提出者 。

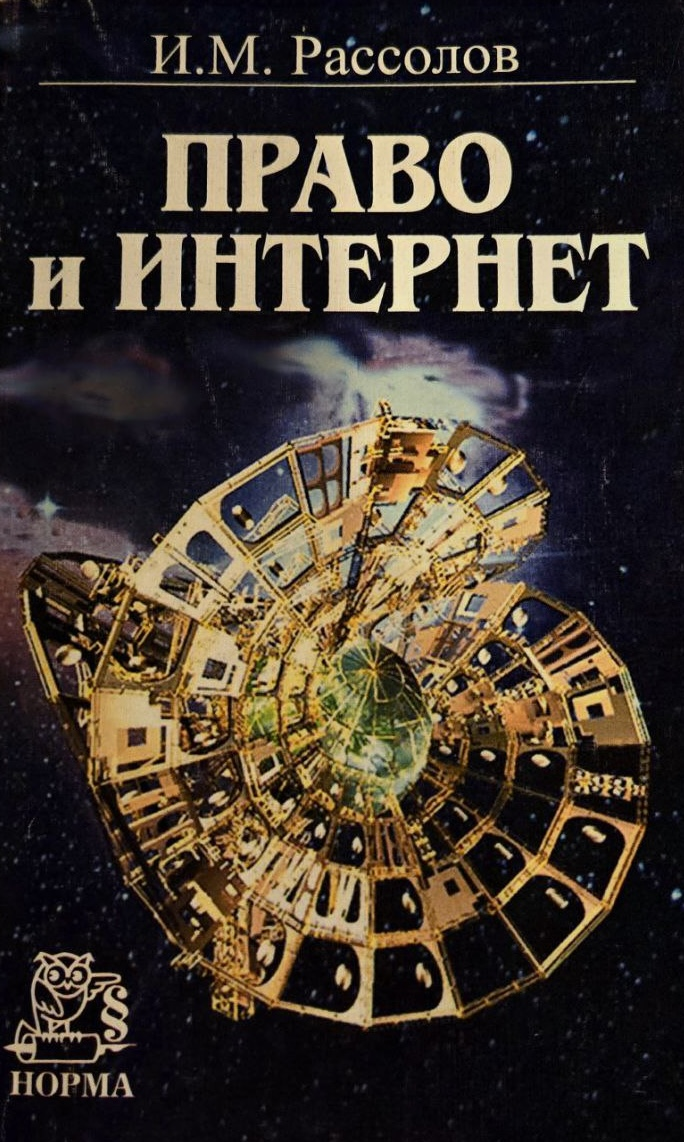
伊利亚拉索洛夫 法律與網際網路。理論問題 I.M. Rassolov Law and the Internet.
Theoretical problems.1st ed. 2003.

提出了研究“法律和网络空间的相互作用作为社会现象”这一理论问题的新方法。
概述了网络空间（“时空”物理模型）中实在法行为的主要原则和条件。
全面地研究了互联网中的关系问题，首次确定了互联网关系特征并对其进行了分类。他研究并界定了虚拟网络空间法与数字法，网络法、媒体法之间的相互关系，还提出了人道主义技术法这一新概念，并确立了网络法与生命科学之间的联系。
2019-2021年，他与副教授，С.Г.丘布科娃一起创建了新的学科——遗传信息法律保障学。

## 社会活动
莫斯科作家协会成员.
以利亚·拉索洛夫是多个公共和人权组织的成员，其中包含莫斯科人权委员会。
俄罗斯工业家和企业家联盟仲裁中心专门委员会协理仲裁员。
与此同时，他还是多家科学杂志的主编和编辑委员会成员。